# Дело Société Générale
Жером Кервьель родился 11 января 1977 в Пон-л'Аббе в Бретани, Франция.
Работал трейдером в инвестиционном банке Société Générale. В течение 2007 года он с использованием механизма маржинальной торговли открыл позиции по фьючерсам на индексы европейских бирж на общую сумму около 50 млрд. евро, что примерно в 1,5 раза больше капитализации банка. Согласно официальному заявлению, этот сотрудник, которому «доверили выполнять рядовые операции по хеджированию рынка фьючерсов европейских индексов, превысив полномочия, незаконно открыл множество дирекционных позиций в 2007 и 2008 годах. Воспользовавшись обширными познаниями в области контроля за сделками, почерпнутыми на предыдущей работе в бэк-офисе, трейдер сумел скрыть свои позиции, которые были обнаружены и расследованы лишь 19 и 20 января 2008 года. Было принято решение закрыть позиции трейдера как можно быстрее».
В тот же день все открытые позиции были закрыты, что спровоцировало волну распродаж на фондовых рынках. В результате резкого падения фондовых рынков, убытки по открытым Кервьелем позициям составили 4,9 млрд евро ($7,2 млрд). В результате колебаний европейских индексов ФРС США экстренно снизила ставку рефинансирования на 75 базисных пунктов.
Однако Жером Кервьель не был уволен из Société Générale, поскольку суд запретил ему встречаться с представителями банка, а по французским законам о труде увольнение невозможно без личной встречи работника с работодателем.
Случай с Жеромом Кервьелем привлекает внимание тем, что сотрудник, зарплата которого не превосходит 100 тысяч евро в год, принес убытки на несколько миллиардов евро. В то же время вызывает удивление факт якобы бесконтрольного манипулирования столь значительными суммами. Не совсем обычно демонстративное декларирование банком суммы понесенного убытка и направленность массовых сделок. Высказываются догадки[кем?], что это может быть продуманной манипуляцией с целью заработка.